# Kosmos 68
Kosmos 68 – radziecki satelita rozpoznawczy; statek serii Zenit-2 programu Zenit, którego konstrukcję oparto na załogowych kapsułach Wostok.